# Садок рыболовный

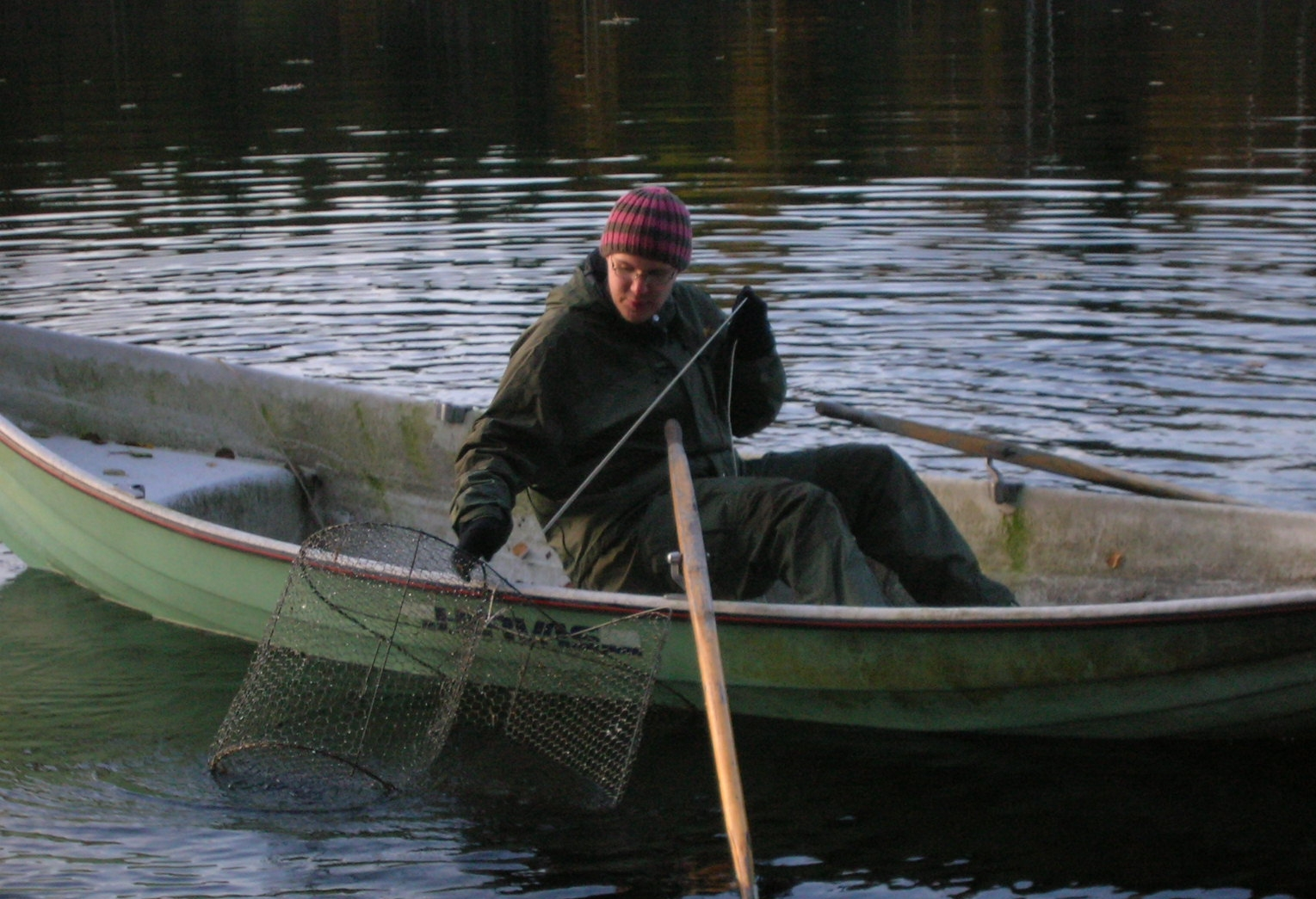
Рыбак с садком

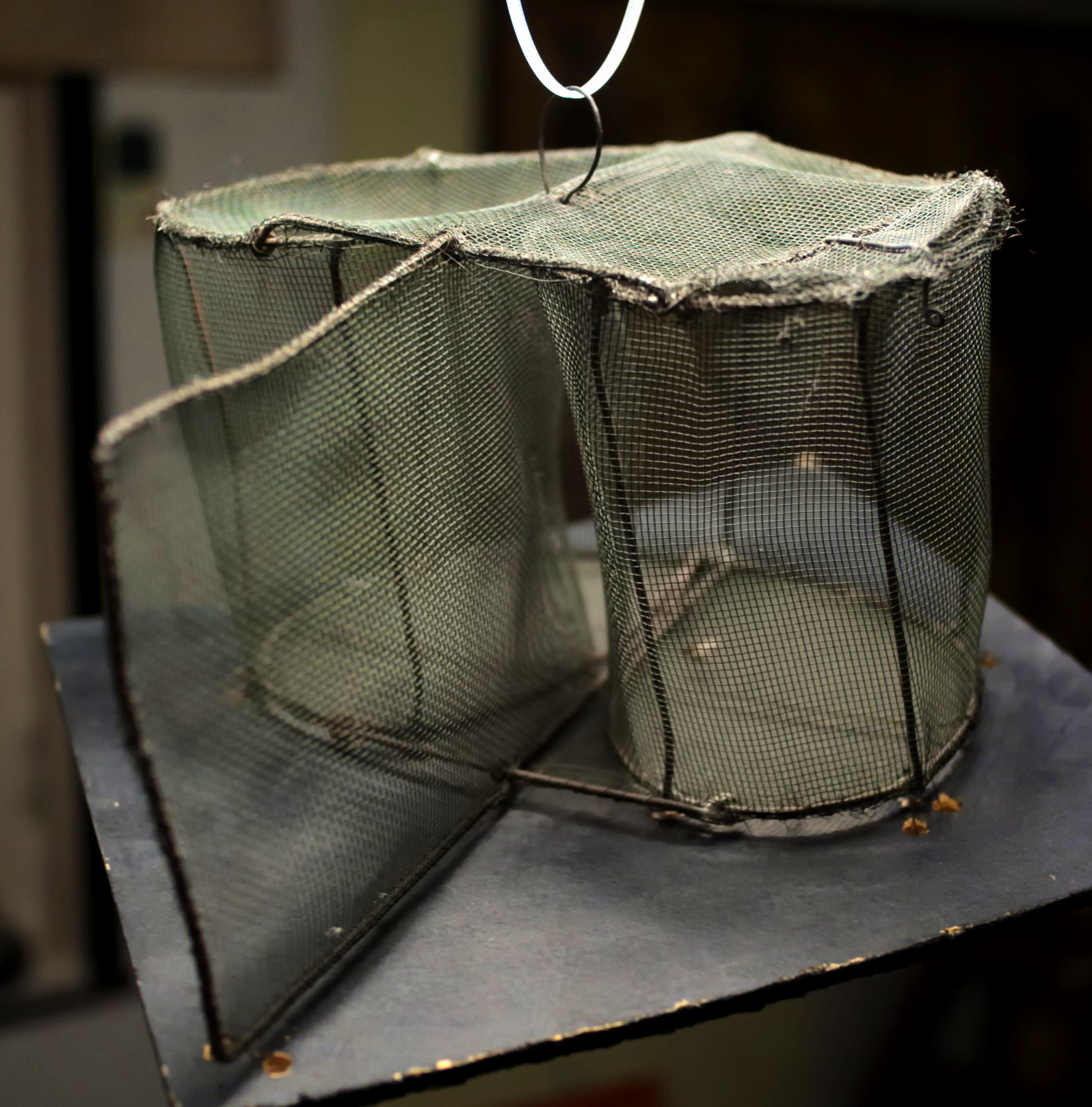
Садок

Садо́к рыболо́вный — ловушка для рыбы, приспособление для хранения пойманной рыбы во время рыбалки. Пойманную рыбу живой кладут в садок и, на время рыбалки, опускают его на глубину 1—2 метра.
Садки бывают складные из металлической сетки, либо из капроновой сетки, натянутой на металлические обручи, которые не позволяют садку складываться, сохраняя объём в любом положении. Самодельные садки, как правило, сделаны из ивовых прутьев, ниток или досок. По спортивным правилам длина садка должна быть не менее 3 м. Для любительской ловли оптимальная длина — 2—3 м, хотя может быть и короче. Мелкая и средняя рыба в садке сохраняется дольше, чем на кукане. Живая рыба в садке может оставаться живой и не портится на протяжении нескольких дней.
Садок-лодка — лодка с трюмом, имеющим сообщение с забортной водой (в трюмном дне сделаны многочисленные отверстия или дно забрано сеткой). Такая лодка предназначена для перевозки живой рыбы с места артельного лова к пунктам перегрузки на автотранспорт, к рыбоперерабатывающему предприятию или к рыбоводному заводу. Другим вариантом этой лодки является лодка, в которой середина имеет множество дырок и наглухо отделена от носа и кормы. В середину этой лодки складывают рыбу, а на носу и на корме находятся рыбаки. Примером может служить лодка-прорезь на Каспии.